# Rivula niveipuncta
Rivula niveipuncta là một loài bướm đêm trong họ Erebidae.